# Wingecarribee Shire
Koordinaten: 34° 33′ S, 150° 22′ O

Wingecarribee Shire ist ein lokales Verwaltungsgebiet (LGA) im australischen Bundesstaat New South Wales. Das Gebiet ist 2.689,341 km² groß und hat etwa 53.000 Einwohner.
Wingecarribee liegt in der Region Illawarra des Staates etwa 120 km südwestlich der Metropole Sydney und 160 km nordöstlich der australischen Hauptstadt Canberra. Der Sitz des Shire Councils befindet sich in der Ortschaft Moss Vale im Zentrum der LGA, wo etwa 8.800 Einwohner leben.
Das Gebiet umfasst 52 Ortsteile und Ortschaften: Alpine, Avoca, Aylmerton, Balaclava, Balmoral, Belanglo, Berrima, New Berrima, Bowral, Braemar, Bullio, Bundanoon, Burradoo, Burrawang, Canyonleigh, Colo Vale, Exeter, Fitzroy Falls, Glenquarry, Goodmans Ford, High Range, Hill Top, Joadja, Kangaloon, East Kangaloon, Manchester Square, Mandemar, Medway, Meryla, Mittagong, Moss Vale, Mount Lindsey, Mount Murray, Paddys River, Penrose, Renwick, Robertson, Sutton Forest, Wattle Ridge, Welby, Werai, Wildes Meadow, Willow Vale, Wingello, Woodlands und Yerrinbool sowie Teile von Avon, Bargo, Buxton, Tallong, Upper Kangaroo Valley und Wombeyan Caves.

## Verwaltung
Der Wingecarribee Shire Council wurde 2021 vom Minister for Local Government von New South Wales wegen Problemen in der Amtsführung aufgelöst, es wurde eine Untersuchung eingeleitet und eine administrative Verwaltung eingesetzt. Bei der Wahl im September 2024 wurde wieder eine Vertretung gewählt und die administrative Verwaltung abgelöst.
Der Council hat 9 Mitglieder, bis 2008 waren es sogar 12. Aus dem Kreis der Ratsmitglieder rekrutierte sich der Bürgermeister (Mayor) des Shire. Wingecarribee ist nicht in Bezirke untergliedert.

## Sonstiges
Die Bewohner von Bundanoon haben als wahrscheinlich erste Gemeinde weltweit den Verkauf von Wasser in Trinkflaschen verboten.